# Marty Willson-Piper

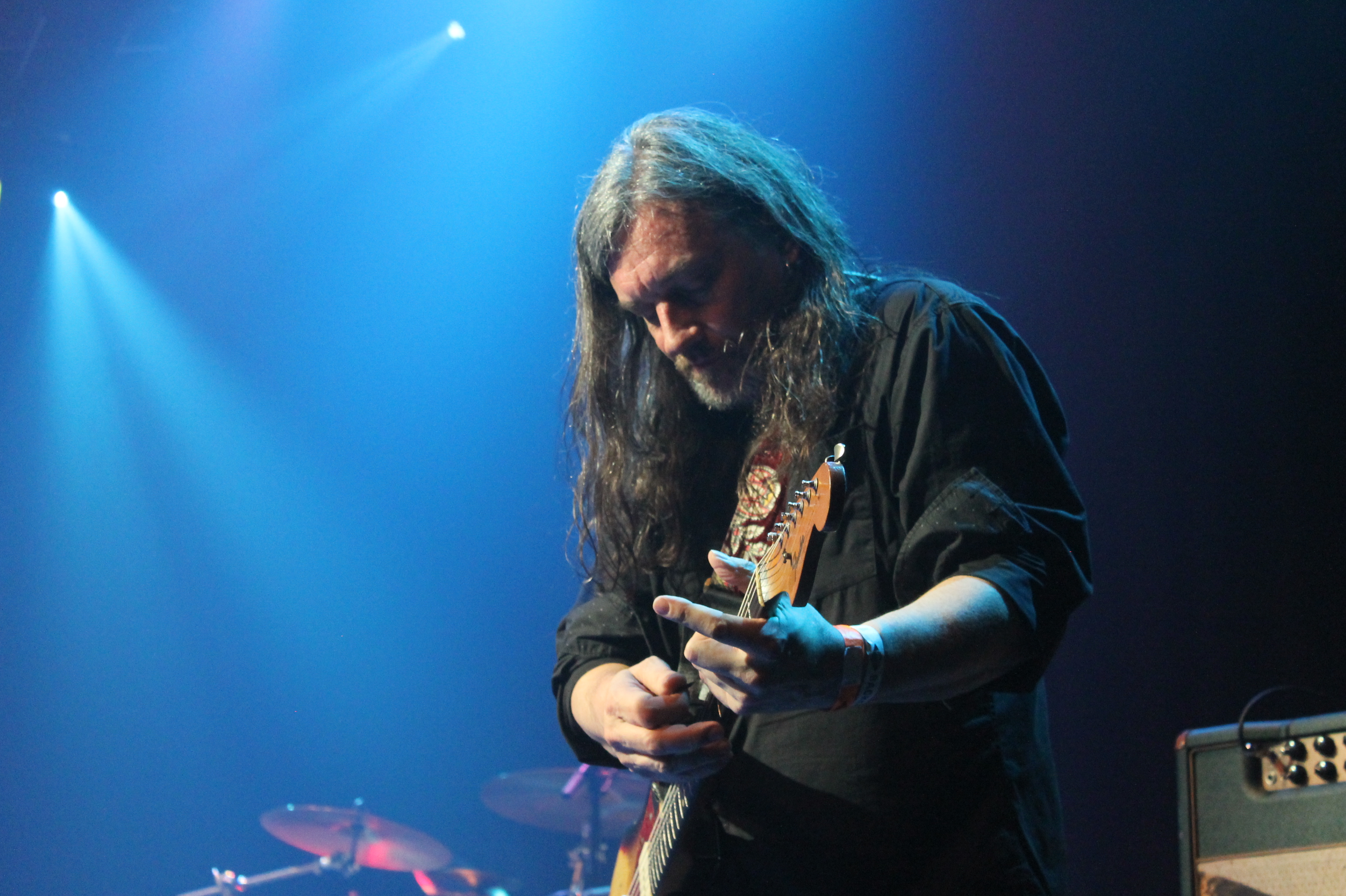
Marty Willson-Piper mit Anekdoten, November 2016

Martin Howard Willson-Piper (* 7. Mai 1958 in Stockport, England) ist ein britischer Songwriter, Musiker und Dichter. Er war langjähriger Gitarrist der australischen Psychedelic-Rock-Band The Church.

## Leben
Marty Willson-Piper wuchs in Liverpool auf, spielte dort in verschiedenen Bands, bevor er Ende der 1970er als Straßenmusiker durch Europa reiste. Anfang der 1980er Jahre zog es ihn nach Australien, wo er in Sydney innerhalb weniger Tage festes Mitglied bei der in Gründung befindlichen Band The Church wurde. Bis 2013 spielte er ununterbrochen mit der Gruppe und prägte gemeinsam mit Steve Kilbey und Peter Koppes ihren Klang und das Erscheinungsbild. Sein Abschied erfolgte ohne Angabe von Gründen.
Willson-Pipers klangliches Markenzeichen war zunächst vor allem der glockenartige, psychedelische Sound seiner zwölfsaitigen Rickenbacker-Gitarre. Im Laufe der Jahre entwickelte er jedoch einen unverwechselbaren Stil, der auch Einflüsse aus Krautrock, Space Rock und Ambient aufnimmt. Eine klare Trennlinie zwischen Rhythmus- und Soloarbeit lässt sich bei Willson-Pipers Spiel kaum ziehen. Beide Elemente sind geprägt von unkonventionellen Voicings, Arpeggien und vor allem dem Einsatz eines Volume-Pedals, mit dem er Einzeltöne und Akkorde ohne Attack ein- und ausblenden kann. Zu seinen bevorzugten Effekten gehört vor allem beim solistischen Spiel der Whammy-Bar und ein vorsichtig eingesetztes Wah-Wah.
Neben seiner Arbeit mit The Church veröffentlichte Willson-Piper mehrere Soloalben und wirkte in etlichen Kooperationen mit. Seine Solowerke sind stärker am klassischen Songwriting orientiert, fallen aber auch durch höchst unterschiedliche musikalische Experimente auf.
Daneben gastierte er bei zahlreichen anderen Künstlern: Einige Jahre war er Gitarrist bei All About Eve und nahm mit zwei Mitgliedern dieser Band 1997 ein Album unter dem Projektnamen Seeing Stars auf. Willson-Piper arbeitete mit Aimee Mann, Linda Perry, Brix Smith, Jules Shear, Tom Verlaine und Carlo van Putten. 1998 war er beteiligt am ersten Cinerama-Album, einem Seitenprojekt von David Gedge (Wedding Present). 2004 spielte er ein Jahr bei den australischen Punk-Veteranen The Saints. 2005 unterstützte er Rob Dickinson bei dessen Solodebüt nach dem Ende von Catherine Wheel.
Gemeinsam mit Andy „Dare“ Mason bildet Marty Willson-Piper zudem das Duo Noctorum, das bislang vier Alben veröffentlicht hat. Mit dem Deutsch-Schweden Niko Röhlcke, Gitarrist und Keyboarder in der schwedischen Band Weeping Willows, komponiert und produziert er unter dem Namen MOAT. 2015 begleitete er außerdem die schwedische Progressive-Rock-Band Anekdoten auf Tour und spielte Gitarre auf deren Album Until All The Ghosts Are Gone.
Willson-Piper ist viel auf Reisen und lebte u. a. in New York, Amsterdam und Stockholm.

## In Deep Music Archive
Marty Willson-Piper hat über Jahrzehnte eine vielseitige Sammlung von Tonträgern aufgebaut, die nach seiner eigenen Schätzung aus etwa 60.000 Schallplatten und 20.000 Compact Discs besteht. Unter der Bezeichnung In Deep Music Archive gewährt er seit 2013 Einblicke über einen Online-Blog, wo er fast täglich Artikel zu Songs und Alben von aufstrebenden, etablierten, kontroversen oder unbekannten Künstlern und Bands verfasst. Dabei handelt es sich in der Regel um Auszüge aus dem noch ausführlicheren Blog auf seiner Website, den er nach dem Song To Where I Am Now (vom Album Rhyme) benannt hat und nahezu im Tagebuchformat gestaltet.
Nachdem er rund 15 Jahre in Penzance in Cornwall gewohnt hatte, ist Willson-Piper 2020 nach Porto gezogen und hat die Überführung seines Musikarchivs im Jahr 2024 abgeschlossen.

## Diskografie

### Solowerke
Alben
- 1987 In Reflection
- 1988 Art Attack
- 1989 Rhyme
- 1992 Spirit Level
- 2000 Hanging Out In Heaven
- 2008 Nightjar

Singles und EPs
- 1988 She's King
- 1989 Questions Without Answers
- 1989 Melancholy Girl
- 1992 Luscious Ghost
- 1992 I Can't Cry
- 2008 Pegasus EP

### Kooperationen (Auswahl)
All About Eve
- 1991 Touched by Jesus
- 1992 Ultraviolet

Noctorum (mit Andy Dare Mason)
- 2003 Sparks Lane
- 2006 Offer the Light
- 2011 Honey Mink Forever
- 2019 The Afterlife

MOAT (mit Niko Röhlcke)
- 2013 MOAT
- 2021 Poison Stream

Weitere
- 1997 Seeing Stars: Seeing Stars (mit Andy Cousin & Mark Price)
- 1998 Cinerama: Va Va Voom (mit David Gedge)
- 2005 The Saints: Nothing Is Straight In My House
- 2006 White Rose Transmission: Bewitched & Bewildered
- 2015 Anekdoten: Until All The Ghosts Are Gone
- 2019 Atlantæum Flood: One Day (mit Steve Knott)
- 2021 Space Summit: Life This Way (mit Jed Bonniwell)